# Pouzy-Mésangy

Pouzy-Mésangy este o comună în departamentul Allier din centrul Franței. În 1 ianuarie 2022 avea o populație de 383 de locuitori.